# Рухле, Иван Никифорович
Иван Никифорович Рухле (1899—1977) — советский военачальник, генерал-майор авиации (1942), врио начальника Главного штаба ВВС СССР (июнь — август 1941), участник Гражданской, Советско-польской и Великой Отечественной войн.

## Биография
Родился 20 июня 1899 года в деревне Великое, Виленской губернии в крестьянской семье. 
С 1919 года призван в ряды РККА и направлен на обучение в тульские командирские курсы РККА, в этом же году был принят в члены ВКП(б).
С 1920 по 1924 год в качестве командира взвода был участником Гражданской войны, Советско-польской войны за освобождение Белоруссии, в 1921 году принимал участие в подавлении Кронштадтского восстания. с 1924 по 1928 год — командир полковой школы.
С 1928 по 1931 год обучался в Военной академии имени М. Фрунзе. С 1931 по 1933 год обучался в  Военно-воздушной академии РККА. С 1933 по 1936 год — командир авиационной эскадрильи 21-й тяжелобомбардировочной авиационной бригады. Постановлением ЦИК СССР от 25 мая 1936 года «За выдающиеся личные успехи по овладению боевой авиационной техникой и умелое руководство боевой и политической подготовкой военно-воздушных сил РККА» И. Н. Рухле был награждён орденом Ленина. С 1936 по 1938 год обучался в Академии Генерального штаба РККА.
В 1938 году за связь с расстрелянными комбригами А. М. Тарновским-Терлецким и Н. Г. Андриановым, органами НКВД СССР И. Н. Рухле был арестован по обвинению в антисоветской деятельности. С 1938 по 1941 год после снятия обвинений и восстановления в кадрах РККА находился на научно-педагогической работе в Академии Генерального штаба РККА в качестве старшего преподавателя и доцента по кафедре стратегии военного дела.
В июне и с конца августа по октябрь 1941 года — заместитель начальника Главного штаба ВВС СССР,  с июня по август — врио начальника Главного штаба ВВС СССР. С октября по ноябрь 1941 года — заместитель начальника штаба ВВС Брянского фронта, в качестве руководителя сводной группы из пяти авиационных бомбардировачных и дальнебомбардировочных дивизий (40-й, 42-й, 51-й, 52-й и 81-й) в составе оперативной группы Брянского фронта участвовал в разгроме танковой группы Гудериана, прорвавшейся в районе Глухова — Севска. С ноября 1941 по апрель 1942 года в качестве представителя Главного штаба ВВС находился в штабе Юго-Западного фронта, был одним из разработчиков оперативного плана Ростовской стратегической наступательной операции, завершившейся освобождением Ростова-на-Дону. С апреля по август 1942 года — начальник оперативного отдела и заместитель начальника штаба Юго-Западного фронта, занимался разработкой плана операции по 
освобождению Харькова, известной как битва под Харьковом.  Изучив материалы по наступлению на Харьков, И. Н. Рухле пришёл к  заключению что эта операция будет проиграна и закончится катастрофой, стараясь не допустить трагедии отправил донесение в особый отдел фронта  и в Ставку ВГК, но услышан не был. В конце мая 1942 года в результате этой операции войска фронта попали в окружение и понесли тяжёлые потери. 21 июля 1942 года Постановлением СНК СССР ему было присвоено воинское звание генерал-майор авиации. С августа по октябрь 1942 года — начальник оперативного отдела и заместитель начальника штаба Сталинградского фронта.

### Арест, заключение и реабилитация
5 октября 1942 года генерал-майора И. Н. Рухле был арестован органами ГУКР «СМЕРШ» по обвинению в провале Харьковской операции и работе на врага, поводом для ареста послужила телеграмма Верховного главнокомандующего И. В. Сталина от 25 августа 1942 года: 

Лично Василевскому, Маленкову.
Меня поражает то, что на Сталинградском фронте произошел точно такой же прорыв далеко в тыл наших войск, какой имел место в прошлом году на Брянском фронте, с выходом противника на Орел. Следует отметить, что начальником штаба был тогда на Брянском фронте тот же Захаров, а доверенным человеком тов. Еременко был тот же Рухле. Стоит над этим призадуматься. Либо Еременко не понимает идею второго эшелона в тех местах фронта, где на переднем крае стоят необстрелянные дивизии, либо же мы имеем здесь чью-то злую волю, в точности осведомляющую немцев о слабых пунктах нашего фронта…
С 4 октября 1942 по 23 марта 1953 года более десяти лет И. Н. Рухле находился под следствием и не был осужден, в связи с тем что на тот момент начальник ГУКР «СМЕРШ» генерал В. С. Абакумов не передал дело в суд. 23 марта 1953 года Военной коллегией Верховного суда СССР И. Н. Рухле был вынесен обвинительный приговор и он был осуждён к десяти годам лишения свободы, он был лишён воинского звания и наград. 24 марта 1953 года учитывая проведенный под следствием срок И. Н. Рухле был освобождён из под стражи, а 29 мая 1953 года решением Военной коллегии Верховного суда СССР был полностью реабилитирован и восстановлен в кадрах Советской армии, с возвращением воинского звания и всех наград. С 1953 по 1961 год — заместитель командира 4-го стрелкового корпуса.
С 1961 года в запасе, был председателем Совета ветеранов Генерального штаба 
Вооруженных Сил СССР. И. Н. Рухле был включён в состав исследовательской группы по разработке энциклопедии «Сталинградская битва».
Скончался 16 января 1977 года в Москве, похоронен на Востряковском кладбище.

## Награды
- три ордена Ленина (25.05.1936, 04.10.1941, 30.04.1954)
- Орден Красного Знамени (05.11.1954)
- Медаль «XX лет РККА» (1938)
- Медаль «За оборону Сталинграда» (22.12.1942)
- Медаль «За победу над Германией в Великой Отечественной войне 1941—1945 гг.» (09.05.1945)[7]